# Iod povidonă
Povidon iodinat este un antiseptic local sub formă de soluție, folosit în medicina dentară fiind recomandat pentru igiena cavității bucale.
Are numele comercial betadină.